# 境部雄摩侶
境部 雄摩侶（さかいべ の おまろ）は、飛鳥時代の豪族。姓は臣。冠位は大徳。

## 経歴
この「境部臣」氏は「坂合部連（宿禰）氏」とは異なり、蘇我氏系列の「境部臣氏」で、境部臣摩理勢の親族である。
位階は冠位十二階最高位の大徳であるため、大和政権内部における発言力が大きく、蘇我馬子の信任も厚かった。
『日本書紀』巻第二十二によると、推古天皇31年（623年）7月、
と言った、新羅との善隣外交を揺るがすような事態が発生していた。天皇は大臣（蘇我馬子）と相談し、群卿たちからも意見を求めたが、慎重派の田中臣と好戦派の中臣連国との対立の結果、慎重派の意見を採用することになり、吉士磐金と吉士倉下とを新羅に派遣することになった。ところが、使者がまだ半島から帰ってきていない状態で、境部雄摩侶が強硬派の中臣国と共に征新羅大将軍に任命され、数万の軍を率いて新羅を討った。ちょうどその時、磐金と倉下は交渉を成立させ、帰国するために港で風待ちをしているところであった。戦況は日本の有利に働き、新羅国王は降服した。
このことを、のちに世間の人たちは、以下のように噂し合ったという。
以上がことの経緯である。新羅側が、日本国内主戦派と和平派とに分断させ、自国側に有利にもっていこうとしたのではないか、という学説を直木孝次郎は紹介している。
また、「まいない」に味をしめた、ということであるが、恐らく推古天皇8年（600年）の、
のことを指しているようである。この名前のかけている境部臣は境部摩理勢のことと言われているが、実は雄摩侶のことで、この時も賄賂を貰って進軍を止めたのではないか、という説もある。
この時の新羅遠征も成功しており、日本軍は新羅から5つの城を奪い、降服後は旧任那地域の6城を割譲させた。その際に、将軍は「新羅は罪を知って服属した。しいてこれを撃とうとするのはよくはあるまい」と言って、使者を派遣し、新羅と任那の2国からの調（みつぎ）を納めさせる約束をした。これが新羅からの収賄によるものではないのか、と世の人たちは噂したのである（この時、将軍らが撤退した後、新羅は任那の侵略を続けている）。
既に聖徳太子はなく、馬子も推古天皇34年（626年）5月20日にこの世を去り、推古天皇36年（628年）3月7日には天皇が崩御した。
親族の摩理勢が蘇我蝦夷に暗殺された際の、雄摩侶の動静は伝わってはいない。